# 伊塔里里
伊塔里里是巴西圣保罗州的一个市镇。总面积272.777平方公里，总人口16284人，人口密度59.7人/平方公里。